# Данилово (Верхнєландеховський район)
Данилово (рос. Данилово) — присілок в Верхнєландеховському районі Івановської області Російської Федерації.
Населення становить 19 осіб. Входить до складу муніципального утворення Верхнєландеховське міське поселення.

## Історія
Від 2005 року входить до складу муніципального утворення Верхнєландеховське міське поселення.

## Населення
| 1859 | 1905 | 2010 |
| ---- | ---- | ---- |
| 44   | ↗48  | ↘19  |